# Antoine Darquier

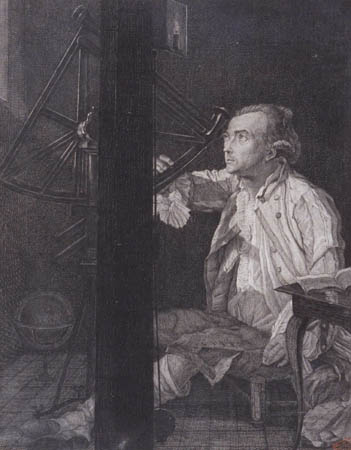
Antoine Darquier de Pellepoix.

Antoine Darquier de Pellepoix (23 de novembro de 1718, Toulouse - Toulouse, 18 de janeiro de 1802) foi um astrônomo francês. Descobriu a Nebulosa do Anel em 1779.